# Problème du recouvrement universel de Lebesgue

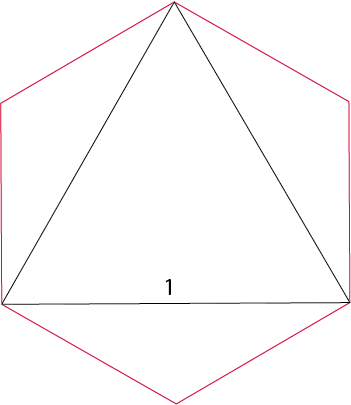
Hexagone de rayon recouvrant tout ensemble de diamètre 1, par exemple, ce triangle.

La forme délimitée en noir est la solution de Pál au problème du recouvrement universel de Lebesgue. En son sein, des formes planes de diamètre 1 ont été incluses : un cercle (en bleu), un triangle de Reuleaux (en rouge) et un carré (en vert).

En géométrie, le problème du recouvrement universel de Lebesgue est un problème non résolu (en février 2023) demandant de déterminer un convexe d'aire minimale pouvant recouvrir toute partie du plan de diamètre égal à 1, après une éventuelle rotation et/ou une symétrie (le diamètre d'un ensemble est par définition la borne supérieure des distances entre deux points de l'ensemble) .
Ce problème a été posé par Henri Lebesgue dans une lettre à Gyula Pál en 1914. Il a été publié avec une réponse dans un article de Pál de 1920 .

## Recouvrements connus
Le théorème de Jung (1901) assure que le disque de rayon {\displaystyle 1/{\sqrt {3}}}, d'aire {\displaystyle \pi /3\approx 1,07} a la propriété de recouvrement universel.
Après avoir montré qu'il suffit qu'un convexe recouvre toutes les courbes de largeur constante 1 pour recouvrir tous les ensembles de diamètre 1, Pál a montré que l'hexagone régulier de cercle inscrit de diamètre 1, donc de rayon {\displaystyle 1/{\sqrt {3}}}, et d'aire {\displaystyle {\sqrt {3}}/2\approx 0,866} a la propriété de recouvrement universel.
Puis il a montré qu'on pouvait "raboter" deux sommets de l'hexagone, en enlevant deux triangles laissant toujours un cercle inscrit de diamètre 1, tout en conservant la propriété. Cet hexagone tronqué de Pál a une aire de {\displaystyle 2-{\frac {2}{\sqrt {3}}}\approx 0,845} .
En 1936, Roland Sprague a montré qu'on pouvait retirer un fragment de l'hexagone tronqué de Pál près de l'un des autres sommets, tout en conservant la propriété de recouvrement, ce qui donne une aire {\displaystyle \leqslant 0,844137708436} .
En 1992, Hansen a montré qu'on pouvait supprimer deux autres très petites régions de la solution de Sprague, ramenant la limite supérieure de l'aire à {\displaystyle 0,844137708398}. La construction de Hansen a été la première demandant d'utiliser les symétries .
En 2015, John Baez, Karine Bagdasaryan et Philip Gibbs ont montré que si les triangles évidés dans le recouvrement de Pál sont coupés suivant un autre angle, il est alors possible de réduire l'aire, ce qui a donné une borne supérieure {\displaystyle \leqslant 0,8441153} .
En octobre 2018, Philip Gibbs a publié un article sur arXiv utilisant la géométrie niveau lycée et obtenant une nouvelle réduction à 0,8440935944 ,.
La borne inférieure la plus connue pour l'aire été donnée en 2005 par Peter Brass et Mehrbod Sharifi en utilisant une combinaison de trois formes dans un alignement optimal, montrant que l'aire d'un convexe recouvrant universel devait avoir une aire {\displaystyle \geqslant 0,832} .